# David Wood (acteur)
Pour les articles homonymes, voir David Wood et Wood.
David Wood, né le 21 février 1944 à Sutton (Royaume-Uni), est un acteur, scénariste et compositeur britannique.

## Filmographie

### comme acteur
- 1968 : If... : Johnny
- 1970 : Mad Jack (TV) : Ormand
- 1971 : Fathers and Sons (feuilleton TV)
- 1973 : Les Contes aux limites de la folie : Philippe, the tutor (segment "Mr. Tiger")
- 1974 : Don't Blame Us! (TV)
- 1975 : The Brotherhood (TV) : William Millais
- 1976 : The Venetian Twins (TV)
- 1976 : Le Tigre du ciel (Aces High) : Lt. 'Tommy' Thompson
- 1977 : Let's Make a Musical (TV)
- 1977 : Lady Blue (Blue Fire Lady) : Caulfield Starter
- 1978 : Disraeli (feuilleton TV) : Lord Derby
- 1979 : Les Loups de haute mer (North Sea Hijack) : Herring
- 1980 : Sweet William : Vicar
- 1981 : Billy Goat's Bluff (Korza Dereza) : Wolf & Father
- 1992 : The Gingerbread Man (série TV)
- 1993 : The Hound of London (TV) : The Body
- 2000 : Longitude (TV) : Ditton

### comme compositeur
- 1992 : The Gingerbread Man (série TV)